# 実験刑事トトリ
『実験刑事トトリ』（じっけんけいじトトリ）は、2012年11月3日から12月1日まで毎週土曜日21:00 - 21:58に、NHK総合の「土曜ドラマスペシャル」枠で放送された三上博史主演の日本の刑事ドラマ。タイトルナレーションは益岡徹が担当。2013年10月12日から11月16日まで毎週土曜日21:00 - 21:58に、「土曜ドラマ」枠で第2シリーズ『実験刑事トトリ2』が放送された。第2シリーズは、月曜日0:10 - 1:08に再放送が行われた。
大学の動物生態学の研究者だったが警察官中途採用試験を受けて警視庁捜査一課に配属された43歳の新人刑事・都鳥博士が、28歳の若手で熱血漢の先輩刑事・安永哲平を相棒に事件を解決していく倒叙ミステリ。
NHKオンデマンドでも見逃し配信されている。

## 製作
『妖怪人間ベム』やアニメ『TIGER & BUNNY』などを手掛けてきた西田征史のオリジナル脚本。企画は2012年の2月にスタート、西田とプロデューサーの谷口卓敬が警察の取材で、警視庁が中途採用を行う事や、別の職業から刑事に転職し捜査一課で活躍する可能性があってもおかしくない事を知った事が構想の出発点となった。
三上博史のNHKの連続ドラマ初主演作となり、三上が都鳥という役柄に惹かれ、「面白みを見つけられなかった」としてこれまで避け続けてきた「推理物」の刑事役を初めて演じた作品でもある。また、脚本の西田の人脈で『TIGER & BUNNY』のキャラクター原案を担当した漫画家の桂正和が出演した（発表時は出演回は公表されておらず、後に第1シリーズ第4話に出演したことが判明）。

## 登場人物
年齢は初登場時

### 警視庁捜査一課
都鳥 博士（ととり ひろし）
演 - 三上博史
本作の主人公。43歳。警視庁捜査一課の中年刑事。以前は数々の賞を受賞するほどの新進気鋭の動物学者として名を馳せていたが、これからも高い評価を貰い続けるだろうという未来図に物足りなさを感じ、自身の能力を活かすため警察官の中途採用試験を受け、その論理的思考力を買われ刑事となる。いかなる時でも何事にも論理的なスタンスで臨む風変わりな性格で、それゆえ意図せず他人を不快にさせる言動を取ったりもする。年下の安永に対して謙虚に接するなど偉ぶった態度は取らないが、前述の刑事となった理由のように能力の高さを自負する一面もある。事件の捜査においても論理的思考に基づくアプローチを展開し、自ら仮説を立てて実験する。既婚。時折、動物に関する知識を用いて含蓄のある言葉を述べることがある。なお、動物学者だったが、動物に愛着は無い。
安永 哲平
演 - 高橋光臣
28歳。警視庁捜査一課の若手刑事。都鳥の新人教育を任命され、彼とコンビを組む。根が真っ直ぐでひたむきな性格の青年。1年前に事件が自殺だったにもかかわらず誤認逮捕をして、世間や警察内から非難された経験がある。新人なので敬語で話さないで欲しいという都鳥の希望により「都鳥君」と君付けで呼んでいるものの、年上に対するやり辛さを感じながら都鳥のペースに振り回されていく。都鳥の実験では実験台として協力させられる事が多い。やがて都鳥の言動に触れて、誤認逮捕のトラウマを脱した後は都鳥に相棒としての信頼感を寄せるようになる。大食いラーメンを完食したという武勇伝がある（シーズン1第4話証言より）。
川中 弥生
演 - 高橋愛（第2シリーズ）
捜査一課の職員。
三船 隆昭
演 - 笹野高史
警視庁捜査一課の部屋長。安永を都鳥の教育係に任命し、都鳥の対応に戸惑う安永を言葉巧みにその気にさせる。かつて交通機動隊の白バイ隊員だった経歴を持ち、愛車のナナハンを壊れるまで相棒として大事にしていた。

### その他
マコリン
演 - 栗山千明
タレント。劇中のTV番組内に登場する。活動内容は司会や歌手、グルメレポートと手広い。主にロリータ・ファッションの衣装を着た不思議ちゃんキャラで売り出しており、時折語尾に「〜の」とつけて話している。第1シリーズ最終回で本当は29歳の年齢を23歳とサバを読んでいた事が判明し、不思議ちゃんキャラを捨てた。第2シリーズの第3話のラストで、都鳥博士の妹であることが明かされた。
（参考：劇中で着用される衣装は甘ロリの代表的ブランド、metamorphose temps de filleなどから提供されている）
タイトルナレーション
声 - 益岡徹

### ゲスト
複数話・単話登場の場合は演者名の横の括弧（）内に表記

#### 第1シリーズ（2012年）

##### 第1回
結城 ゆかり
演 - 中越典子
人気料理研究家。TVにも出演し、「ゆかり先生のフーフーごはん」という昼の料理生番組を持っている。夫の泰彦とはおしどり夫婦として知られるが、実際の夫婦仲は冷え切っている。
結城 泰彦
演 - 安田顕
ゆかりの夫。「結城プランニング」社長。
藤田 映子
演 - 松本まりか
ゆかりのアシスタント。泰彦との不倫関係をネタにゆかりを強請っていた。
アナウンサー
演 - 篠山輝信
昼の料理生番組「ゆかり先生のフーフーごはん」の司会者。

##### 第2回
鈴村 真沙美
演 - 夏木マリ
ブティック「FLAME」の共同経営者で専属のファッションデザイナー。昔は一世を風靡し注目されていたが、現在では作る服も今の時代に合致せず、人気に陰りが出ている。パートナーの和子には、人気が落ちていることを「自分のファッションセンスが世間より先に行った」と主張していた。
吉川 和子
演 - 黒田福美
「FLAME」経営者。真沙美とは20年来の付き合いだが、「FLAME」の経営不振から、デザイナーとしての真沙美に引導を渡し、新しいデザイナーを雇おうとしていた。
古屋 健斗
演 - 石田法嗣
「FLAME」の店員。
リュウヘイ・タカハシ
演 - 加治将樹
新進気鋭のファッションデザイナー。マコリンが司会を務める「マコリンのリーダーはYOUだ!」という時代を引っ張るリーダーを紹介する番組に出演した。単に「タカハシ・リュウヘイ」と名乗らないことを安永にツッコまれているが、本人は自身のネーミングにこだわりを持つ。

##### 第3回
小岩井 敏樹
演 - 山口馬木也
ピアニストで音大の准教授。大学時代の後輩だった梓と交際していたが、自身の勤める音大の学長の娘である愛子との婚約を控え、梓との関係を終わらせようとしていた。
花村 梓
演 - 佐藤仁美
小岩井と交際していた歌手。主にバーで活動をしていた実力派で気の強い性格。小岩井に別れを切り出されるが応じようとはせず、「人生をめちゃくちゃにしてやる」と言い放っていた。
白川 愛子
演 - 木南晴夏
小岩井の婚約者で、音大の学長の娘。声楽を専攻しており、絶対音感を持っている。小岩井の犯行日は自身の誕生日であり、別荘でプレゼントとしてピアノの演奏を聴いていた。
牧村 陽介
演 - 趙珉和
梓のファン。梓から悩みを打ち明けられるなど気のおけない間柄で、バーの店長には「ヨウちゃん」と呼ばれていた。梓の死後はそのショックを引きずり無気力状態に陥っている。
バーの店長
演 - りりィ
梓がバイトをしていたバーの店長。よく働いてくれる梓にバー内で歌う場を提供していた。
白川 公則
演 - 大橋吾郎
小岩井が勤める音大の学長で、愛子の父親。
白川 百合子
演 - 上楽敦子
公則の妻で、愛子の母。
警察官
演 - 村本明久
自殺現場の警護をする警察官。

##### 第4回
船木 はじめ
演 - 中尾明慶
共同ペンネーム「黒船」として明と組んで活躍している漫画家でストーリー担当。ラストにどんでん返しが起きる王道の展開を持ち味とするが、才能面では柳沢に低い評価を下されている。明との相棒関係に一入の執着を抱いている。
黒田 明
演 - 落合モトキ
「黒船」の作画担当。はじめとは高校時代からの友人。「黒船」を解散した後は柳沢と組んで独立しようとしていた一方、柳沢とは漫画の方針を巡り口論することもあった。
五反田 香織
演 - 松尾れい子
「黒船」のアシスタント。「黒船」とは「ドラゴンタイフーン」の連載開始からの長い付き合い。現在34歳の漫画家志望で、新人賞に入選しなかったら漫画家の夢を諦めようと考える。何かある度に酒に手を伸ばす。
柳沢 聡介
演 - 野間口徹
「黒船」の担当編集者。はじめの書いたストーリーをほとんど手直して、ドラゴンタイフーンを人気漫画にさせた敏腕ライターである。はじめの原作を勝手に書き直していたことに罪悪感も持たず、むしろはじめと明を解散させた上で自分がストーリー担当として明と組み、「ドラゴンタイフーン」の続編を描こうとしていた。
坂下 富雄
演 - 松尾諭
柳沢の同僚の編集者。関西弁で話す。
「あんこ丸」店主
演 - 田中要次
鯛焼き屋「あんこ丸」の店主。「黒船」とそのアシスタント達もこの店の鯛焼きをよく食べていた。マコリンのTV番組「マコリンのお嬢さんぽ」で鯛焼きを取り上げられて以降、店は長蛇の列ができる盛況ぶりを見せるようになった。
酒屋の店主
演 - 桂正和
はじめが酒を購入した酒屋の店主。はじめの選んだ酒を「良い選択」と褒める。演じた桂は漫画家だが特別出演、開始から35分経過後のシーンに登場。

##### 最終回
石峯 公一郎
演 - 竜雷太
音響機器メーカー 「石峯テクニカ」前社長。52年前に会社を築き、堂々とした姿勢と人とは違う視点とアイディアによって会社を一代で成長させてきた実績を誇る。3年前に一人息子の雄太郎を交通事故で亡くしており、生前は息子に会社を継ぐ気が無いと反発されていた。
和田 隆臣
演 - 鶴見辰吾
石峯の部下。1年前の役員会議で石嶺を蹴落とし、「石嶺テクニカ」の社長に就任した。
柴田
演 - 上田耕一
石峯の屋敷の隣に住む老人。よく石峯宅の様子を窺っている変わり者で、事件当時も石峯が成り済ました強盗犯を目撃している。
佐々木 信子
演 - 角替和枝
石峯の家政婦。石峯の妻が息子を産んですぐに亡くなった頃から仕えている。
羊谷 善治
演 - 山本耕史
帝都大学准教授で都鳥のかつての同僚。都鳥が研究室に戻る話に関する事で都鳥に会いに来ている。都鳥に敬服し、都鳥に気安く接する安永に反感を抱き突っかかる。

#### 第2シリーズ（2013年）

##### 第1回
久保 美千代
演 - 木野花
建築家。
内藤 隆太
演 - 丸山智己
建築家。美千代の元パートナー。
大村 有香
演 - 大和田美帆
美千代の元アシスタント。
池澤 千尋
演 - 内田慈
長瀬 恵美
演 - 芳野友美

##### 第2回
望月 恵介
演 - 萩原聖人
潤徳大学理工学部の准教授。エネルギー効率を300%向上させる最先端エネルギーの研究開発を進めている。
二階堂 たすく
演 - 国広富之
潤徳大学理工学部の指導教授。自身の研究範囲を超えた研究をしている望月を快く思っていない。
山下 一朗
演 - 内野謙太
望月の研究室の助手。
柏木 美香
演 - 田島ゆみか
望月の研究室の助手。
マコリンのマネージャー
演 - 池谷のぶえ（第5 - 最終回にも出演）

##### 第3回
大坪 知里
演 - 横山めぐみ
人物写真家。努の母。
大坪 努
演 - 泉澤祐希
知里の息子。写真家を目指している。桃井の捨てた写真を盗作し、大賞を受賞したことで母親である千里が桃井に揺すられて、千里が桃井を殺害するきっかけを作った張本人。
桃井 弘実
演 - 藤田玲
努の元同級生で写真家を目指していた。
桃井 久
演 - 小倉一郎
弘実の父。
桃井 裕子
演 - 和泉ちぬ
弘実の母。
スーパーの上司
演 - 喜安浩平
モデル
演 - あがた森魚
アシスタント
演 - 富田麻帆、大門裕明

##### 第4回
楠木 忠之（くすのき ただゆき）
演 - 成河
バーのオーナーでビリヤードプロ。
一 和樹（にのまえ かずき）
演 - 葉山奨之
バーの店員で楠木の婚約者だった女性の弟。普段から池山に金を要求される。
一 佳澄（にのまえ かすみ）
演 - 佐津川愛美
楠木の婚約者だった女性。駅のホームで転落し、電車に轢かれる。
池山 隼人
演 - 金井勇太
楠木宅で刺殺された男。過去に列車のホームで転落しかけた女性を救おうとしたと報じられたが、実はこの女性から物を盗んでおり、助けたのではなく口封じのために突き落としたと語っていた。
渡辺 宮子
演 - 濱田マリ
バーの店員。

##### 第5回
和久井 高志（わくい たかし）
演 - ムロツヨシ
作家事務所・和久井ライターズエージェンシーの社長。安永の高校の先輩。
宮部 智弘（みやべ ともひろ）〈59〉
演 - 三谷六九
和久井ライターズエージェンシーに所属している人気ミステリー作家。
小野田 義人
演 - 小林勝也
アパートの住人。実は裕福な経営者。
高山 多恵子
演 - 山口美也子
アパートの住人。
池田 昌伸
演 - 渡辺正行
出版社の担当者。
ホームレス
演 - 片桐仁
焼死体の発見者。
如月 五月
演 - 光浦靖子
和久井ライターズエージェンシーに所属している作家。
バーの店長
演 - 酒井敏也
てんねん屋店長
演 - ロバート・ボールドウィン
ストーカー
演 - 古澤裕介（最終回にも出演）

##### 最終回
新井 亜希子
演 - 岸本加世子
田中 香織
演 - 吉田羊
市倉 連
演 - 篠田涼也
森下 七海
演 - 渡邉空美
風間 翔太
演 - 貴島康成
江島 亘
演 - 関根航
中山 英俊
演 - 阿久津秀寿
桐谷 絵美
演 - 武智恵美
教師たち
演 - 笠木泉、中谷竜、河本千明

## スタッフ
- 第1、第2共通スタッフ
  - 脚本 - 西田征史
  - プロットライタートリック考案　数名
  - 制作統括 - 谷口卓敬
  - 音楽 - 佐橋俊彦
  - 演奏 - フェイスミュージック
- 第1シリーズ
  - 演出 - 田中健二、堀切園健太郎
  - 美術 - 西之原豪
  - 技術 - 伊藤潤
  - 音響効果 - 菅野秀典
  - 撮影 - 榎本清
  - 照明 - 鈴木克明
  - 映像技術 - 両角剛穀
  - 記録 - 小林澄枝
  - 編集 - 石川真紀子
  - 警察考証 - 久保正行
  - 動物学考証 - 上田恵介
- 第2シリーズ
  - 演出 - 中島由貴、黒崎博
  - 美術 - 高橋泰代
  - 技術 - 大塚豊
  - 音響効果 - 菅野秀典
  - 撮影 - 森純一
  - 照明 - 笠原孝道
  - 音声 - 鈴木克明
  - 映像技術 - 吉永勇
  - 記録 - 江川雅美
  - 編集 - 田中美砂
  - 美術進行 - 花田猛

## エピソードリスト

### 第1シリーズ
| 話数 | エピソードタイトル                   | 初回放送日     | 演出         |
| --- | ------------------------------------ | -------------- | ------------ |
| 第1回 | 実験刑事誕生〜完全犯罪のレシピ       | 2012年11月3日  | 田中健二     |
| 夫の泰彦と不倫関係にあったアシスタント・映子の殺害を画策した料理研究家の結城ゆかりは、出演する料理番組の生放送の合間に映子の殺害を決行し、草むらに遺棄することで、死亡推定時刻に生番組に出演していたというアリバイを手に入れた。そんな事件に対し、中途採用で警視庁捜査一課に配属された刑事・都鳥が、教育係の安永と共に、泰彦に嫌疑を掛けつつも論理的アプローチで真相に迫っていく。 |                                      |                |              |
| 第2回 | 女はドレスに罪を隠す                 | 2012年11月10日 | 田中健二     |
| 共同経営者の和子からブティック「FLAME」の解雇を通達されたファッションデザイナーの真沙美は、「FLAME」の事務所内で和子を撲殺、和子のマンションの部屋に遺体を運ぶ間にルーブ・ゴールドバーグ・マシンを利用することで、店の電話を通話中にして事務所内にいるように見せかけた。安永は物取りの犯行だと疑うが、都鳥は、物盗りが防犯対策で3つの鍵が設置されている部屋に入ったという見解に疑問を抱き、怨恨による他殺だと確信する。                                                                                       |                                      |                |              |
| 第3回 | 偽りのメロディー〜完全犯罪を調律せよ | 2012年11月17日 | 田中健二     |
| ピアニストの小岩井は、別荘に招いた婚約者の愛子を眠らせた間に、自分と別れようとしない交際相手の歌手・梓を彼女の住むマンションのベランダから突き落して殺害した。そして梓の書いた歌詞を遺書に見立てたことで、事件は自殺と断定された。だが、安永と偶然現場を通りかかった都鳥は梓の事件に首を突っ込み、休暇を取って捜査一課の担当ではないこの事件を調べ始める。そして小岩井の犯行に核心を抱いた都鳥は安永と共に小岩井への追及を開始する。                                                                          |                                      |                |              |
| 第4回 | 僕が傑作を書く時                     | 2012年11月24日 | 堀切園健太郎 |
| 漫画家コンビ「黒船」の原作者・船木はじめは、人気漫画『ドラゴンタイフーン』連載終了イベントの打ち上げを提案し、その準備に乗じて相棒の作画担当・黒田明との解散を進めた担当編集者であり、自分のゴーストライターでもある柳沢を殺害。その後、明を柳沢の携帯で呼び出し容疑者に仕立て上げる。だが、安永と捜査にあたった都鳥は、携帯の文面の微細な差異から明の犯行に疑念を抱き、やがてはじめにも捜査の手を伸ばしていく。しかし一方で、明との相棒関係を確固たるものにしたいはじめは、次なる手段に訴えようとしていた。  |                                      |                |              |
| 最終回 | 二人の絆〜実験刑事が最後に見たもの   | 2012年12月1日  | 堀切園健太郎 |
| 1年前、音響機器メーカー「石峯テクニカ」社長・石峯公一郎は、部下の和田の策略で社長職を解任、和田に飛び掛かろうとした拍子に足を骨折して以降、車椅子生活を送る事になった。そして現在、石峯は1年の間で既に歩けるようになっていながらも足が不自由なふりを続けて周囲を欺き、自身の住む屋敷に呼び寄せた和田を殺害する。一方、都鳥と安永のコンビは、上層部の意向により突如として解散が決定した。2人はコンビ最後の事件として、和田殺害事件の捜査に取り組み、自分の足で歩けないように振る舞う石峯の嘘に切り込んでいく。 |                                      |                |              |

- 平均視聴率 7.0%[12]（視聴率はビデオリサーチ調べ、関東地区・世帯）

### 第2シリーズ
- 第5回はNHK杯フィギュア 女子シングル・フリーの中継延長のため、40分繰り下げて21:40 - 22:38に放送された[13]。

| 話数 | エピソードタイトル                   | 初回放送日     | 演出     |
| --- | ------------------------------------ | -------------- | -------- |
| 第1回 | 罪深き建築家の肖像〜実験刑事ふたたび | 2013年10月12日 | 中島由貴 |
| 世界的な建築家・久保美千代は、仕事でペアを組んでいた内藤からアシスタントの有香との結婚を機に独立を切り出される。その後、有香の強引なセールスによって内藤の新しいアトリエに顧客が奪われていることを知った美千代は、内藤が仕事で海外に出ている隙を狙って有香を訪ね、強盗に見せかけて殺害する。 |                                      |                |          |
| 第2回 | 鍵をかけた科学者                     | 2013年10月19日 | 中島由貴 |
| 大学理工学部の准教授・望月恵介は、新エネルギーの開発研究を進めていた。そんな中、理工学部の指導教授・二階堂が、望月の研究室内で青酸ガスによって死亡。都鳥は現場にあった遺書の不自然な折り目に着目し、他殺の可能性が浮上する。都鳥は殺害のトリックを証明するために実験を重ねてゆく。 |                                      |                |          |
| 第3回 | 偽りの断層〜写真家の仕掛けたわな     | 2013年10月26日 | 黒崎博   |
| 桃井弘実が崖下の海岸で死体となって発見された。都鳥は現場の証拠である被害者の車のバックミラーの位置、車内に残されていた眼鏡、残されたカメラの画像などに疑問な点があることを見つける。いつものように実験を重ねながら捜査を進めていると、桃井と写真家の大坪知里との接点に気付く。安永の実験をヒントに犯行現場の謎を解き明かした都鳥は大坪を追い詰める。 |                                      |                |          |
| 第4回 | ビリヤードが終わったあとに           | 2013年11月2日  | 黒崎博   |
| プールバーのオーナーでビリヤードのプロ・楠木忠之は、自宅からインターネットで自分の練習姿を実況中継しているさなか、強盗に襲われる。抵抗した楠木はもみ合いの末、強盗を刺殺してしまう。しかし都鳥は中継された動画や店の渡辺の証言と実況見分から、楠木の証言に不審な点を感じる。そこで都鳥は実験を重ねて、楠木が仕掛けたトリックを暴いていく。また楠木には殺人を行う強い動機があり、それを影で応援している者がいることも明らかにしていく。 |                                      |                |          |
| 第5回 | 秘密〜ある小説家の死について         | 2013年11月9日  | 中島由貴 |
| ミステリー作家の宮部智弘が自宅近くの河原で焼死体で発見された。宮部が所属する事務所の社長・和久井高志は、宮部と同じアパートの隣室に住んでいる。都鳥の調べで、事件が起きた時刻近くには、同じアパートの住人が宮部を目撃していたことが判明。しかし、普段アパートの住人と顔を合わすことのない宮部が、その時だけ都合よく他の住人と出会っていることに疑問を抱く。一方、安永は和久井が自分の高校の先輩であると知り、和久井の疑いを晴らそうと、宮部の部屋で見つかった暗号メモを解読しようとする。それは宮部と和久井が取材中にたどり着いた違法な商品を扱う店からの脅迫のように思われた。しかし都鳥は店長に直に会ってそれを翻し、再び和久井のアリバイを捜査しなおす。そして都鳥は決定的な証拠を発見者自身の手によって作り出させ、事件の真相を解明する。 |                                      |                |          |
| 最終回 | 学園がけがされる時                   | 2013年11月16日 | 黒崎博   |
| 学園理事長の新井と教師の田中香織は、理事長の収賄に対して強く反対し対立していた。児童たちの合唱コンクールが近づくと、学園の寮で香織が中心となって練習を始める。さらに二人はそこで児童たちのために、パーティーを開くことを計画する。パーティー会場を移動する間に、肝試しも行うことにする。ところがパーティの準備に出かけた香織が撲殺遺体で発見される。都鳥は、香織の歩数計やある児童が事件当夜に見た星座の名前をもとに、2つの会場のトリックを見破り、真犯人を追い詰める。 |                                      |                |          |

## 関連商品
ホームメディア
実験刑事トトリ Blu-ray BOX
第1シリーズのソフト化。2013年5月15日発売。販売元：ポニーキャニオン。リージョンフリー。
実験刑事トトリ DVD BOX
発売日など同上。リージョン2。

サウンドトラックCD
実験刑事トトリ オリジナルサウンドトラック
2012年11月28日発売。発売元：スザクミュージック、販売元：BounDEE by SSNW。ほか、iTunes Storeなどでも配信された。

ノベライズ
1話から3話までを収録。原案・西田征史、ノベライズ・吉田恵里香、リンダパブリッシャーズ、2012年10月26日発売、ISBN 978-4-8030-0379-6